# Garfield: The Search for Pooky
Garfield: The Search for Pooky is een computerspel van Nintendo voor de Game Boy Advance, met in de hoofdrol de stripkat Garfield. Het spel voert de speler langs veel bekende locaties uit de strips en Garfield ontmoet onderweg bekende figuren zoals Odie, Jon en Arlene en typische Garfield elementen zoals spinnen, eten, muizen en honden.

## Verhaal
Op een zondagnacht, wanneer Garfield in zijn bed ligt met zijn favoriete teddybeer Pooky, wordt Pooky meegenomen door drie muizen. Die maandagochtend wordt Garfield wakker en ontdekt dat Pooky weg is. Nu moet hij Pooky zien te vinden om te ontsnappen uit de oneindige maandag.

## Het spel
In het spel staat voedsel gelijk aan energie dus zal Garfield hier enorm veel van naar binnen werken. Hoe meer voedsel hij opeet, des te meer energie heeft hij voor speciale acties en bewegingen. De meeste levels spelen zich af op een naar links en rechts schuivend beeld, maar soms kan je ook naar boven of beneden lopen in een groter level.

## Vijanden
- Web spinnende spinnen
- Slecht eten
- Pitbulls
- Wespen
- Vlinders
- Hoeken
- Bouwvakkers
- Bakstenen
- Glas
- Winkeleigenaren
- Bommen
- Iets verborgen in een vuilnisbak of hooibaal.
- Auto's
- Elektriciteit
- Pompoenen
- Muizen

## Eindbazen
- Eddie de straatkat
- De Haan
- De Muizenbaas

## Velden
- Mice hunt (Huis level)
- Garden ransack (Achtertuin level)
- Alley cats (straat level)
- Shopping spree (winkelcentrum level)
- Mall escape (tweede winkelcentrum level)
- Cats on wheels (auto level)
- home sweet home (boerderij level)
- Runaway chickens (tweede boerderij level)
- Hurry home (tweede auto level)
- China box surprise (tweede straat level)
- Friendly neighbours (tweede achtertuin level)
- Hostage Negotiation (tweede huis level)

## Voorwerpen
- Melk (vergroot gezondheid)
- Voedsel (verzamel de gewenste hoeveelheid om het level te voltooien en eet alles in het level op voor een extra leven).
- Muizen
- Kippen
- Botten

## Trivia
- Garfield: The Search for Pooky was het eerste Garfield computerspel gemaakt voor de Game Boy Advance.
- Dit spel zal worden opgevolgd door Garfield&His Nine Lives.